# Konservatives Judentum

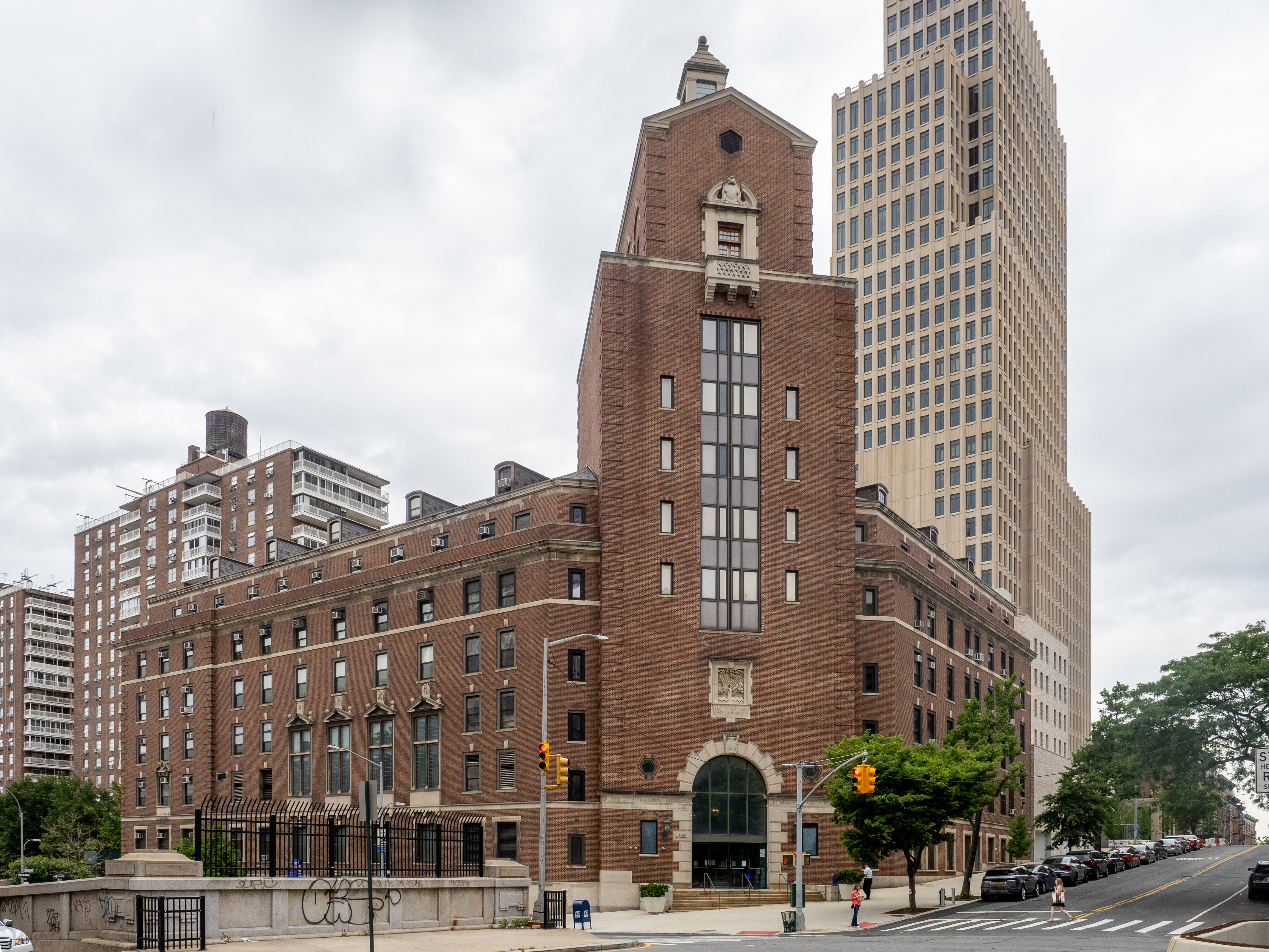
Das Jüdisch-Theologische Seminar in New York.

Das Konservative Judentum oder Masorti-Judentum (zu hebräisch מסורתי masorti, deutsch ‚traditionell‘) (englisch Conservative Judaism oder Masorti Judaism) ist eine im 19. Jahrhundert entstandene Denomination des Judentums, die aus der Positiv-Historischen Schule der Rabbiner Zacharias Frankel, Michael Sachs und Solomon Schechter hervorging.
Die Bewegung, die sich zwischen dem orthodoxen Judentum und dem liberalen Judentum angesiedelt sehen möchte, hat verschiedene Gesetze und Praktiken des als orthodox bezeichneten Judentums, wie auch die liberalen jüdischen Strömungen, nach ihren Bedürfnissen reformiert.
Weiterhin teilt das Konservative Judentum die Auffassung, dass die schriftliche Tora (hebräisch Lehre) und die mündlichen Tora (Mischna und Talmud) nicht von Gott „am Sinai wörtlich“ offenbart, sondern über einen längeren Zeitraum von Menschen bereitgestellt und verändert wurde.
Die heiligen jüdischen religiösen Schriften werden im Konservativen Judentum mit Hilfe der historisch-kritischen theologischen Forschung, die im evangelischen Christentum entstand, neu verstanden und ausgelegt.

## Begriff
Der Begriff „Konservatives Judentum“ (Conservative Judaism) wurde in den USA für eine Bewegung innerhalb des Judentums geprägt, die sich neben dem orthodoxen aus dem Liberalen Judentum zu einer eigenständigen Denomination abspaltete. Im deutschen Sprachbereich werden vergleichbare jüdische Gemeinden hingegen in der Regel als „liberale Gemeinden“ bezeichnet. In Israel und Europa wird das konservative Judentum „masorti“ (hebräisch מסורתי traditionell) genannt. Die hebräische Bezeichnung wird auch außerhalb Israels von einzelnen konservativen jüdischen Gemeinden verwendet, besonders in Großbritannien, aber auch in Deutschland. In Ungarn werden Gemeinden, die dem konservativen Judentum entsprechen, seit dem 19. Jahrhundert als „neolog“ bezeichnet. Die aus dem Konservativen Judentum entstandene Bewegung des Rekonstruktionismus bildet eine eigene Denomination. Seit 1968 besitzt sie ein unabhängiges Rabbinerkolleg.

## Grundsätze
Ziel der Bewegung des konservativen Judentums ist das Bewahren eines Teils der Tradition, soweit sie mit modernen wissenschaftlichen Erkenntnissen und Lebensumständen vereinbar ist. Dahinter steht die Annahme einer historisch bedingten Veränderlichkeit des Judentums mit Bindung an die Halacha, also an die rechtlichen Aspekte des Judentums bezüglich Ethik und Bräuche. Die neu-konservativ abgewandelte Halacha gilt als ihre „Grundnorm“. Es können diesbezüglich im konservativen Judentum rechtliche Grundlagen gelten, die von der bis heute praktizierten traditionell bewahrten (orthodoxen) Halacha abweichen, insoweit sie eine neukonservative Basis in der jüdischen Rechtsliteratur bekommen haben.
Mitglieder der konservativen Bewegung werden angehalten, die Speisegebote und die Ruhevorschriften für den Schabbat einzuhalten, wobei einige Regelungen etwas milder als in der Orthodoxie ausgelegt werden. Konservative Gemeinden halten sich außerdem weitgehend an die traditionell bewahrte Form der Liturgie.
Es gibt weitere Unterschiede zur Orthodoxie im Geschlechterrollenverständnis: Außer den neologen Strömungen setzt sich das neue konservative Judentum für eine konsequente Gleichberechtigung von Männern und Frauen ein, das konservative Rabbinerseminar in New York lässt seit 1984 Frauen zum Rabbinerstudiengang zu.
Auch wenn bei der Observanz (Einhaltung der religiösen Vorschriften) und der Liturgie eine gewisse Nähe zur Orthodoxie besteht, werden Entscheidungen konservativer Rabbiner vom traditionellen (orthodoxen) Judentum nicht anerkannt, da deren Entscheidungsgrundlage eine Modifikation der traditionellen Halacha ist und die Torah nicht mehr als gottgegeben betrachtet wird. Konservative Übertritte zum Judentum werden, wie auch liberale, vom Oberrabbinat des Staates Israel nicht anerkannt.

## Geschichte
Das Masorti- oder Konservative Judentum hat seine Ursprünge in Deutschland; als ihr Gründer gilt Rabbiner Zacharias Frankel (1801–1875), auf den sich auch das liberale Judentum zurückführt. Frankel war der erste Direktor des 1854 eröffneten Jüdisch-theologischen Rabbinerseminars in Breslau, das für das 1886 in New York gegründete Jewish Theological Seminary, die zentrale Institution des Konservativen Judentums, Pate stand. Eine der ersten konservativen Synagogen war die Neue Dammtorsynagoge in Hamburg. Im Laufe des 20. Jahrhunderts entwickelte sich das Konservative Judentum in den USA zur größten jüdischen Denomination, seit Anfang des 21. Jahrhunderts nimmt es hinter dem Liberalen Judentum den zweiten Platz ein.

### Die positiv-historische Schule

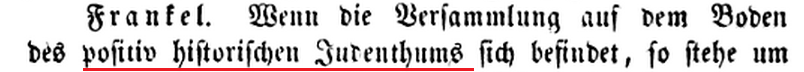
Frankels Rede an die Frankfurter Reformversammlung, 16. Juli 1845, einen Tag vor seinem Austritt.

Für Zacharias Frankel bestand eines der Hauptmerkmale des Judentums darin, dass es seine religiösen Gebote und Gebräuche kontinuierlich den Zeiten und Umständen anpasst und somit historisch geprägt ist. Als Leiter des 1854 eröffneten Jüdisch-theologischen Rabbinerseminars in Breslau versuchte er Grundlagen eines „positiv-historischen“ Judentums zu entwickeln, das die jüdische Tradition als stabiles Element des Judentums bewahren, gleichzeitig aber eine Anpassung der Auslegung des jüdischen Rechts an die veränderten Gegebenheiten ermöglichen sollte. Frankel begründete mit seiner innerhalb des Liberalen Judentums konservativen Haltung jedoch keine Bewegung in Deutschland.

### Entwicklung in den Vereinigten Staaten
Als Auslöser für die Gründung eines Verbunds der konservativen jüdischen Gemeinden in den USA gilt das sogenannte „treifene Banquet“ (unkoscheres Bankett) bei der Abschlussfeier am Hebrew Union College in Cincinnati im Jahr 1883. Konservative Absolventen des der Reformbewegung zugehörigen Colleges, die dagegen protestiert hatten, dass ihnen nichtkoschere Speisen serviert wurden, und einige Rabbiner, denen die Reformen des Liberalen Judentums ebenfalls zu weit gingen, gründeten einen Verbund, dem sich einige in den USA alteingesessene sephardische jüdische Gemeinden sowie neuere aschkenasische, von deutschen jüdischen Einwanderern gegründete Synagogen anschlossen, ohne dass jedoch eine einheitliche religiöse Ausrichtung angestrebt wurde. Gemeinsam war den Gemeinden, dass sie eine Integration ihrer Mitglieder in die nichtjüdische Umwelt im Alltagsleben befürworteten, bei den Religionsgesetzen, der Halacha, und bei der Liturgie aber an den überlieferten Traditionen und der hebräischen Sprache für die Gebete festhielten und lediglich die wöchentliche Predigt in der Landessprache akzeptierten.
1886 wurde das Jewish Theological Seminary (JTS) in New York gegründet, das sich zur wichtigsten Institution des Konservativen Judentums entwickelte. Erster Präsident des Seminars war der aus Livorno stammende Rabbiner Sabato Morais (1823–1897), sein Nachfolger wurde der aus England eingewanderte Rabbiner Henry Pereira Mendes (1852–1937), beide sephardische Juden, die führend an der Gründung des Seminars beteiligt gewesen waren. Zu den Vordenkern des Konservativen Judentums wird oft auch Isaac Leeser (1806–1868), der Gründer des ersten amerikanischen Rabbinerseminars, Maimonides College in Philadelphia, gezählt.
Unterstützung erhielt das mit finanziellen Sorgen kämpfende JTS zu Beginn des 20. Jahrhunderts von vermögenden liberalen amerikanischen Juden, die hofften, eine modernisierte Form des traditionellen Judentums, wie es das Konservative Judentum darstellte, würde den Nachkommen der aus Osteuropa eingewanderten orthodoxen Juden die Integration in die amerikanische Gesellschaft und den Aufstieg in die Mittelschicht erleichtern. Unter Cyrus Adler (1863–1940) wurde der in England lehrende Solomon Schechter 1902 als akademischer Leiter des JTS gewonnen, der das JTS bis zu seinem Tod 1915 leitete. Schechter wird das Verdienst zugeschrieben, das JTS zu einer Einrichtung zur Ausbildung einer ganzen Generation von Rabbinern gemacht zu haben, durch die sich das Konservative Judentum in der ersten Hälfte des 20. Jahrhunderts zur größten und wichtigsten jüdischen Bewegung in Nordamerika entwickelte. 1913 wurde die „United Synagogue of America“ gegründet, die später in „United Synagogue of Conservative Judaism“ umbenannt wurde, in der die Konservativen Gemeinden Nordamerikas zusammengeschlossen sind. Die Vereinigung der Konservativen Rabbiner, die „Rabbinical Assembly“, wurde 1919 gegründet.
In der zweiten Hälfte des 20. und Anfang des 21. Jahrhunderts haben sich Masorti-Gemeinden in Lateinamerika, Australien und Europa – besonders in Großbritannien, vereinzelt auch in Deutschland – etabliert. Sie sind in der internationalen Organisation für Masorti-Gemeinden Masorti Olami zusammengeschlossen.

### Entwicklung in Israel
In Israel fasste das konservative Judentum in den 1970er Jahren Fuß, in erster Linie dank der Einwanderung amerikanischer Juden, besonders auch durch Rabbiner, die der konservativen Richtung angehörten. 1979 wurde die Masorti Foundation for Conservative Judaism in Israel gegründet, in der die über 50 Masorti-Gemeinden mit ihren rund 50.000 Mitgliedern (Stand 2012) zusammengeschlossen sind.
1984 wurde in Jerusalem das Seminary for Judaic Studies (Beit Midrash) errichtet, in dem Israelis als Masorti-Rabbiner und Lehrer ausgebildet werden. Daneben gibt es seit den 1970er Jahren die Jugendbewegung NOAM (Noar masorti) und die Tali-Schulen. Bereits 1962 hatte das Jewish Theological Seminary of America (JTS) einen Campus in Jerusalem eröffnet. 1984 wurde der Kibbuz Hanaton gegründet.
In Israel, wo nur orthodoxe Rabbiner vom Religionsministerium besoldet werden, können seit dem Jahr 2012 in einem beschränkten Umfang auch nicht-orthodoxe Rabbiner und Rabbinerinnen vom Staat bezahlt werden, jedoch nicht vom Religions-, sondern vom Kultur- und Sportministerium.

### Entwicklung in Deutschland nach 1945
In Deutschland ist das konservative Judentum vor allem in Berlin vertreten. Seit dem Fall der Berliner Mauer 1989 fasste es auch in Deutschland Fuß, aufgrund von US-amerikanischer Investition zum Aufbau deutscher Masorti-Gemeinden für jüdische Kontingentflüchtlinge aus der ehemaligen Sowjetunion. Mit der Ausbildung der Deutschen Gesa Ederberg, die vor ihrer Ordination zum Liberalen Judentum übergetreten war, gibt es eine amtierende Masorti-Rabbinerin der Einheitsgemeinde in Berlin. Im 2013 gegründeten Zacharias Frankel College der Universität Potsdam werden konservative Masorti-Rabbiner und -Rabbinerinnen ausgebildet.

#### Berlin
Gesa Ederberg war von 2002 bis 2008 Geschäftsführerin des Vereins Masorti. In Berlin wurde im Jahr 2002 auch das Masorti-Lehrhaus gegründet. Der Masorti e. V. in Berlin unterhält unter anderem einen jüdischen Kindergarten und kümmert sich um die sprachliche und religiöse Integration von Einwanderern aus den GUS-Staaten.
Seit Mitte 2006 amtiert Ederberg in der jüdischen Gemeinde zu Berlin, zuerst mit einer halben Rabbiner-Stelle. Seit Mitte 2007 amtiert sie auch offiziell als Gemeinderabbinerin.

#### Hamburg
In Hamburg gründete sich 2009 die Kehilat Beit Shira – Jüdische Masorti Gemeinde Hamburg e. V., hervorgegangen aus einem seit 2008 in Hamburg existierenden Masorti-Minjan. Die Gemeinde ist seit 2010 Mitglied im „European Council of Jewish Communities“ (ECJC).

#### Leipzig
In Leipzig besteht seit 2018 mit dem jüdischen Lehrhaus Beth Etz Chaim eine Bildungseinrichtung unter dem Vorsitz der an der konservativen Ziegler School of Rabbinic Studies ausgebildeten Rabbinerin Esther Jonas-Märtin.